# Ролен-Жакмэн, Густав
Густав Ролен-Жакмэн (фр. Gustave Henri Ange Hippolyte Rolin-Jaequemyns; 31 января 1835, Гент — 9 января 1902, Брюссель) — бельгийский юрист, публицист и политический деятель.
Родился в 1835 г., был адвокатом в Генуе.
Написал: «Des Partis et de Leur Situation Actuelle en Belgique» (Брюссель, 1864), «De la Réforme Electorale» (там же, 1865), «La Guerre Actuelle dans ses Rapports avec le Droit International» (о франко-прусской войне, Гент, 1870).
В 1869 г. он основал «Revue de Droit International et de Législation Comparée» («Журнал международного права и сравнительного законодательства»), издававшийся в Генте с 1869 г. Был организатором и первым по времени  генеральным секретарём Института международного права, основанного в 1873 году. Занимая эту должность, Ролен-Жакмэн играл огромную роль в работе института, заключавшуюся, в частности, в том, что он составлял протоколы сессий, направлял и обрабатывал переписку института, исполнял его решения, составлял отчёты о работе и осуществлял надзор за работой комиссий в промежутках между сессиями института. 
В 1878 г. вступил в палату депутатов и во вновь образованном либеральном кабинете получил портфель министра внутренних дел, который сохранил до 1884 г. Позже поступил на службу сиамского короля.